# Синтон (тренинговый центр)

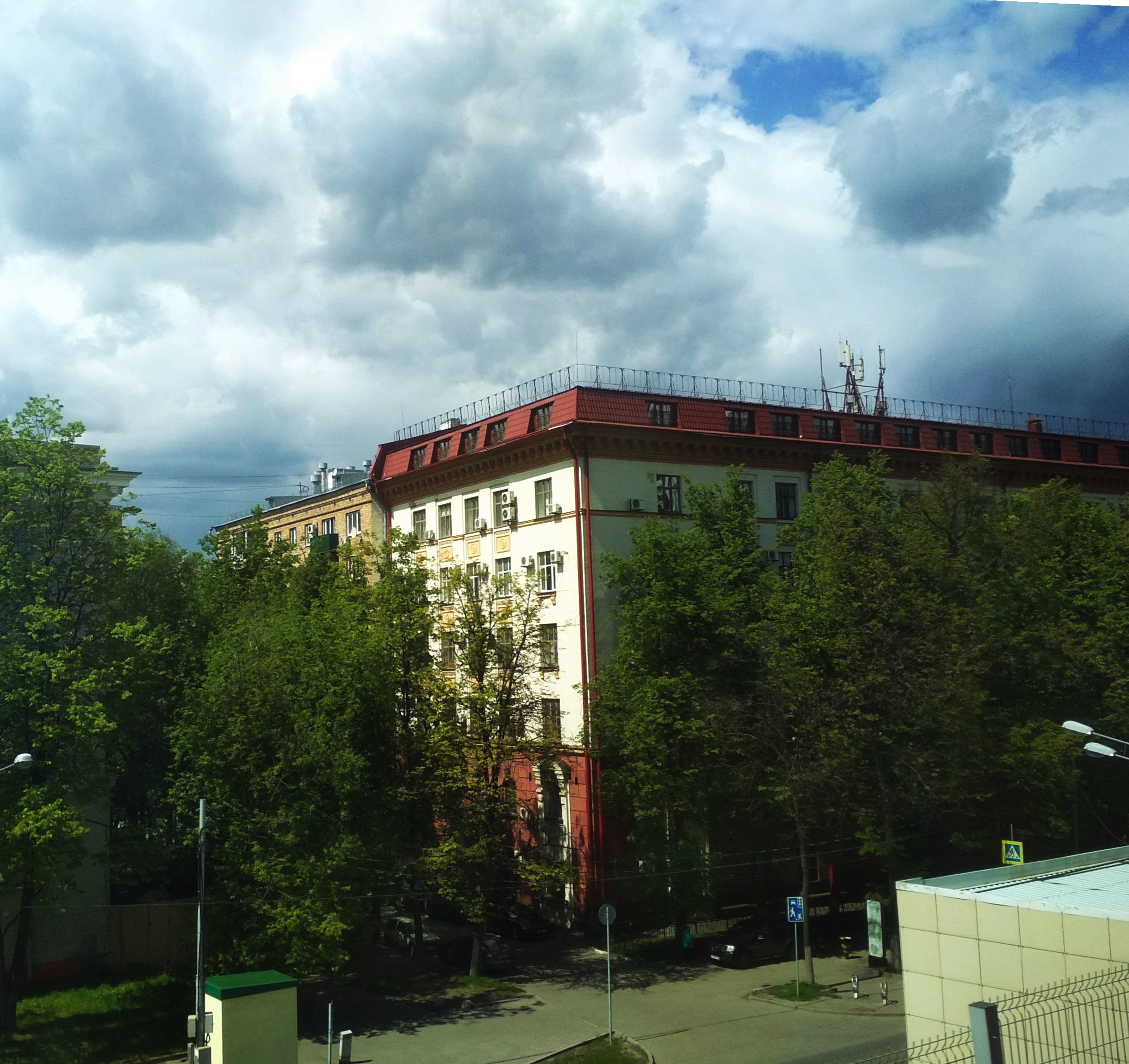
Здание на Окружном проезде, в котором Синтон располагается с 2017 г. по

Здание бывшего театра-варьете «Тиволи», в котором в 1990-е годы располагалась одна из площадок «Синтона»
(Сокольническая площадь, Москва).
Основной же площадкой Синтона считалась «Первомайская».

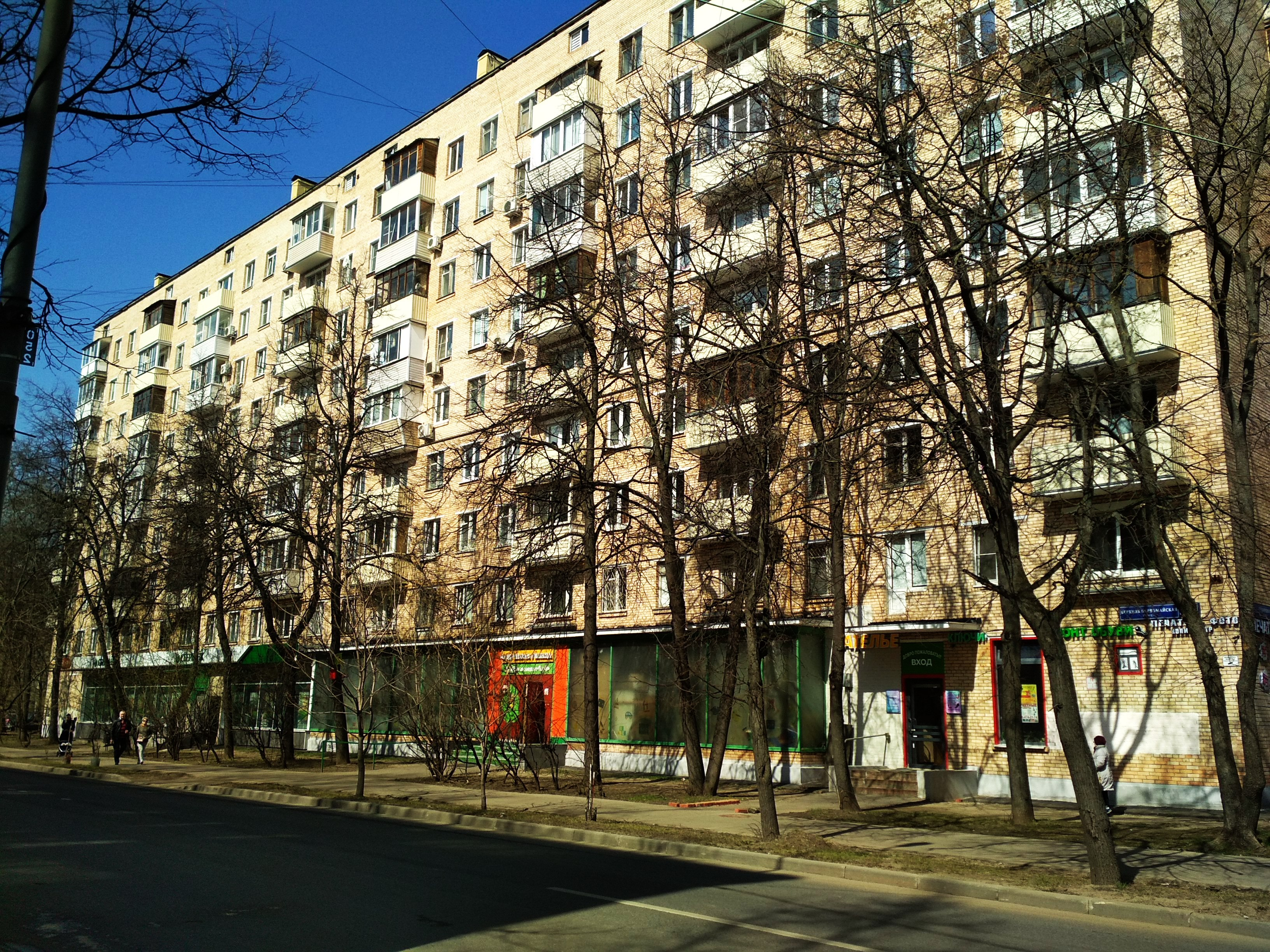
Площадка «Первомайская»

Синтон,
площадка подростковых тренингов,
1-й Коптельский переулок, Москва

«Синто́н» (тренинговый центр «Синтон», «Клуб практической психологии „Синтон“») — организация, проводящая деловые, развивающие и личностные тренинги. Название связано с малораспространённым термином «синтон», означающим коммуникационную посылку, направленную на установление контакта, позитивность, конструктивность общения. Не имеет отношения к религии синтоизм.
Клуб практической психологии «Синтон» был основан в 1983 году Николаем Ивановичем Козловым, который стал «ведущим тренером». Учебный центр «Синтон» является членом Международной конфедерации служб спасения. Некоторые психологические методики, применяемые на занятиях в учебном центре «Синтон», прошли экспертизу в государственных научных институтах. По итогам Национального психологического конкурса «Золотая психея» Учебный центр «Синтон» был признан финалистом в номинации «Лучший проект года в практической психологии».
Опыт и методики тренингового центра «Синтон» были рекомендованы Министерством Образования России и Комитетом РФ по делам молодежи.
Осенью 2006 года Учебный центр «Синтон» переименовывается в Тренинг-центр «Синтон» и повышает требования к сертификации филиалов Синтона, в результате чего сокращается количество филиалов. Методики Синтон-программы стали распространяться только среди тренеров, прошедших специальную подготовку.
В 2014 году под авторством Н. И. Козлова вышла Энциклопедия практической психологии, собравшая основной материал по синтон-подходу.
Деятельность Синтона вызывает как положительные отзывы, так и критику со стороны некоторых православных организаций и представителей науки, имеются и соответствующие судебные решения.

## Тренинги
Основная направленность тренингов Синтона — управление эмоциями. Также в Синтоне проводят тренинги по риторике и ораторскому искусству, бизнес-тренинги, НЛП, тренинги для детей и подростков. На сегодняшний день в Синтоне преподаёт больше десяти тренеров.

## Университет практической психологии
На основе программ Синтона и его преподавателей основан Университет практической психологии, который является Организационным членом EAC (Европейской Ассоциации консультирования).
Обучение в университете длится 2 года (4 семестра) в формате тренингов и вебинаров и включает в себя все разработки и технологии Синтона.

## Основные идеи
Н. И. Козлов утверждает, что его взгляд на психологию является отдельным направлением. «Это своё, отдельное направление, которое никак, кроме как Синтон-подход, назвать нельзя». Основные положения синтон-подхода, разработанные Н. И. Козловым следующие:

### Дистанция
Дистанция — это система пошагового изменения привычек, разработанная Н. И. Козловым. Суть системы в постепенном изменении привычек в области здорового образа жизни, общения с людьми, взаимодействия в семье и управления эмоциями.

### Автор/Жертва
Жертва в синтон-подходе — тот, кто убеждён, что ничего не может сделать с переживаемыми им страданиями. Автор — напротив, тот, кто управляет своей жизнью, берёт ответственность за свои поступки и контролирует свою эмоциональную сферу. Переход от позиции Жертвы к позиции Автора в синтон-подходе считается одной из важнейших задач в самовоспитании.

### Этическая типология личности
Типология, представленная Н. И. Козловым, базируется на двух условных векторах: О ком человек заботится и за чей счёт. Отсюда вытекает четыре смысловых поля: Забота о себе за чужой счёт (Паразит), забота о себе за свой счёт (Потребитель), забота о других за чужой счёт (Романтик), забота о других за свой счёт (Творец). Этикотип Творца в синтон-подходе считается наиболее полезным и правильным. Поэтому во многих тренингах Синтона и на Дистанции переход к типу Творца является важной задачей.

## Мнения

### Положительные отзывы
Доктор психологических наук Аркадий Петрович Егидес подчеркнул, что «важнейшими принципами деятельности клуба является саморазвитие и самовоспитание личности, разумный критицизм по отношению к идеологическому догматизму в любых его формах».
Заведующий кафедрой психологии БГУ, доцент Игорь Александрович Фурманов в своём заключении написал: «Программно-методический комплекс „Синтон — программа“ имеет четко обозначенную гуманистическую цель — развитие личности старшеклассников и студентов, реализуемую через решение развивающих и воспитательных задач, затрагивающих в основном мотивационную, эмоциональную и нравственную сферу личности, а также сферу межличностных отношений и общения».
По словам президента Волгоградской областной независимой ассоциации психотерапевтов, профессора Б. Г. Валькова, «Синтон-программа помогает молодежи найти разумные ориентиры и является сильной альтернативой бездумному времяпровождению молодежи, препятствием на пути распространения алкоголизма, наркотиков и проявлениям асоциального поведения».
Ведущий научный сотрудник гос. НИИ семьи и воспитания Российской академии образования Петручиков А. С. в своей рецензии указал, что «Центр „Синтон“, занимая подчеркнуто светскую позицию, помогает молодежи определиться в своих ценностях, повысить свой культурный уровень и найти свое место в жизни»
Также другие отзывы:
- Благодарность Комитета по делам молодежи Администрации города Пскова[23].

#### Со стороны религиозных деятелей
В 2007 году было вынесено решение Химкинского городского федерального суда Московской области, признающее «не соответствующим действительности» утверждение «Синтон клуб — тоталитарная секта из разряда псевдопсихологических сект», опубликованное в газете «Вечерний Новосибирск» от 16.04.2005 года.

### Критические отзывы
У «Синтона» имеется некоторое количество противников. Критические материалы собраны на сайте доцента Нижегородского государственного университета, психолога и социолога Е. Н. Волкова. Волков считает, что программа «Синтон» построена на тотальной дискредитации обыденного (традиционного) мышления и предлагает вместо неё мышление «синтонное», а также что программа особенно заразительна для гиперсексуальных подростков «негативисткого» периода и людей, не миновавших эту стадию в своём развитии.
В 2002 году вышел номер «Журнала практического психолога» № 6 с критикой «Синтона».
На признаки деструктивной секты в «Синтоне» указал психолог доц. С. С. Степанов (МППИ) в монографии «Мифы и тупики поп-психологии».

#### Критика со стороны религиозных организаций
Некоторые православные специалисты по сектам и деструктивным культам относят «Синтон» к таковым.
Центр Иринея Лионского причисляет «Синтон» и несколько десятков других психологических центров к психокультам — психотерапевтическим и психотренинговым организациям, имеющим характерные для сект формы влияния на своих членов.
В 2008 году по иску Н. И. Козлова к администраторам сайта iriney.ru Чертановским районным судом г. Москвы было вынесено решение о допустимости размещения на сайте критических материалов о «Синтоне», содержащих высказывания, аналоги которых ранее успешно оспаривались в судах, в том числе «В действительности же факт принадлежности „Синтона“ к тоталитарным сектам (в разряде психокультов или псевдопсихологических сект) является давно и широко признанным».